# Río Aller (Alemania)
El Aller es un río alemán de 211 km de largo en los estados de Sajonia-Anhalt y Baja Sajonia. Es un afluente por la derecha, y de ahí que por el este, del río Weser y es también su afluente más largo. Sus últimos 117 km forman la vía fluvial federal (Bundeswasserstraße) del Aller Inferior. El Aller fue intensamente enderezado, ampliado y, en algunos lugares, sometido a diques, durante los años sesenta, para proporcionar control de inundaciones del río. En una sección de 20 km de largo, cerca de Gifhorn el río hace meandros en su lecho natural.
El nombre del río, que está documentado en el año 781 como Alera, en 803 como Elera, en 1096 como Alara, tiene dos posibles etimologías:
1. Una forma abreviada de *Eleraha, donde *Eler en antiguo alto alemán *olisa o antiguo eslavo olsa (polaco: olsza) significaría Erle ("aliso") y aha (pronunciado en alemán: Acha) es una palabra antigua usada frecuentemente en nombres de ríos queriendo decir "agua" (c.f. el latín aqua). El nombre del río pasó al bajo alemán como Eller que es muy cercano a la palabra Aller. Aller significaría por lo tanto algo así como Erlenwasser esto es "agua de aliso", que era probablemente debido a que las orillas del río estaban en gran medida cubiertas con alisos que prefieren ubicaciones húmedas.
2. En el sistema de Hans Krahe de antigua hidronomía europea, el nombre antiguo del Aller, Alara, es un ejemplo de un grupo de nombres de ríos con la raíz al- que es muy común en gran parte de Europa y según Krahe todas se remontan a la raíz indoeuropea *el-/*ol- que significa "fluir". Relacionadas de manera análoga estarían ríos como el Alster, Iller, Elz o Ilmenau. La hipótesis de Krahe es sin embargo muy debatida en círculos lingüísticos. Theo Vennemann usó una versión modificada del modelo de Krahe en su teoría del substrato vascón.

Los principales afluentes del río Aller son los siguientes:
- por la margen izquierda:
  - río Leine
- por la margen derecha:
  - Lachte